# Чурапаново
Чурапаново (баш. Сурапан) — деревня в Балтачевском районе Республики Башкортостан Российской Федерации. Входит в состав Сейтяковского сельсовета. 

## География

### Географическое положение
Расстояние до:
- районного центра (Старобалтачёво): 8 км,
- центра сельсовета (Сейтяково): 2 км,
- ближайшей ж/д станции (Куеда): 85 км.

## История
Тептяри были припущены в эту деревню башкирами-вотчинниками Танып-Ирэктинской волости по записи от 26 июня 7150 (1642) г. Тептярями стали ясачные татары и черемисы-марийцы, которые вышли из своих общин в Поволжье и из своего ясачного сословия. Из их числа в восстании Пугачева участвовали 2 марийца и 20 ясачных татар, ставших к 1795 г. тептярями; последних насчитывалось 98 человек (15 дворов). Здесь проживали 7 башкир-вотчинников при двух домах. В 1834 г. взяли на учет 84 души тептярей мужского пола. 275 тептярей при 50 дворах показала X ревизия. В 1917 г. насчитывалось 693 тептярей (119 домов)

## Население
| 2002 | 2009 | 2010 |
| ---- | ---- | ---- |
| 63   | ↘45  | ↘44  |

Согласно переписи 2002 года, преобладающая национальность — башкиры (98 %).

## Известные уроженцы, жители
- Уммати Зия Ибрагимович — писатель и фольклорист.